# 2737 Kotka
A 2737 Kotka (ideiglenes jelöléssel 1938 DU) a Naprendszer kisbolygóövében található aszteroida. Yrjö Väisälä fedezte fel 1938. február 22-én.